# Difusión turbulenta
Difusión de torbellino, dispersión de torbellino, multitrayecto o difusión turbulenta es cualquier proceso de difusión mediante el cual las sustancias se mezclan en la atmósfera o en cualquier sistema de fluidos debido al movimiento de torbellino. En otra definición es la mezcla que está causada por remolinos que pueden variar en tamaño desde las pequeñas microesferas de Kolmogorov hasta giros subtropicales. 
Debido a que los procesos microscópicos responsables de la mezcla atmosférica son demasiado complejos para modelarlos en detalle, los modeladores atmosféricos generalmente tratan la mezcla atmosférica como un proceso de difusión "de torbellino" macroscópico. En este enfoque, la tasa de difusión en cada nivel de presión está parametrizada por una cantidad conocida como coeficiente de difusión de torbellino, K (también a veces llamada difusividad de torbellino, con unidades de m² s-1). 